# ظاسة (ذي السفال)

تعديل مصدري - تعديل

ظاسة محلة تابعة لقرية ذي سوادة، التابعة لعزلة ريده ورياد بمديرية ذي السفال إحدى مديريات محافظة إب في الجمهورية اليمنية، بلغ تعداد سكانها 79 حسب تعداد اليمن لعام 2004.